# シグナル伝達兼転写活性化因子4
An Error has occurred retrieving Wikidata item for infobox
シグナル伝達兼転写活性化因子4（signal transducer and activator of transcription 4、STAT4）は、STATファミリーに属する転写因子である。このファミリーは、STAT1、STAT2、STAT3、STAT4、STAT5A、STAT5B、STAT6から構成される。STATタンパク質は重要な転写アクチベーターであり、サイトカイン勾配に応答してDNAに結合する。STATタンパク質は、サイトカインによって活性化されるヤヌスキナーゼ（JAK）シグナル伝達経路の一部をなしている。STAT4はナイーブCD4+T細胞からTh1細胞への発生やIL-12に応答したIFN-γの産生に必要である。STAT4α、STATβという2種類のバリアントが存在することが知られており、両者は下流のIFN-γ産生能に差異がみられる。

## 構造
ヒトやマウスではSTAT4遺伝子はSTAT1遺伝子座に隣接して位置しており、遺伝子重複によって生じたものであることが示唆される。STATタンパク質には、不活性なSTATとの二量体化と核内移行に重要なN末端相互作用ドメイン、調節因子との結合を担うコイルドコイルドメイン、GAS（gamma interferon activated site）ファミリー遺伝子のエンハンサー領域へ結合するDNA結合ドメイン、DNA結合過程を補助するリンカードメイン、チロシン残基リン酸化後のサイトカイン受容体への特異的結合に重要なSH2ドメイン、転写過程を開始するC末端のトランス活性化ドメイン、という6つの機能的ドメインが存在する。タンパク質は748アミノ酸からなり、約86 kDaである。

## 発現
STAT4の分布は、骨髄細胞、胸腺、精巣に限定されている。ヒトの休止期T細胞ではSTAT4発現は非常に低レベルであるが、フィトヘマグルチニン刺激によって産生は増幅される。

## STAT4を活性化するサイトカイン

### IL-12
炎症性サイトカインであるIL-12は、B細胞や抗原提示細胞によってヘテロ二量体の形で産生される。IL-12受容体はIL-12Rβ1、IL-12Rβ2の2種類の異なるサブユニットから構成されており、IL-12が結合することでJAK2、TYK2との相互作用が引き起こされ、続いてSTAT4のチロシン693番のリン酸化が引き起こされる。その後、この経路によってIFN-γの産生とTh1分化が誘導される。STAT4はRUNX1、RUNX3のプロモーター領域を標的としてNK細胞の抗ウイルス応答の促進に重要な役割を果たす。

### IFN-αとIFN-β
IFN-α、IFN-βはそれぞれ白血球、線維芽細胞から分泌され、ともに抗ウイルス免疫、細胞増殖、抗腫瘍作用を調節する。IFN-α、βは受容体IFNAR（IFNAR1、IFNAR2からなる二量体である）に結合する。IFNARにはSTAT1やSTAT4などが結合しており、シグナルを伝達する。

### IL-23
単球、活性化された樹状細胞、マクロファージはグラム陽性/陰性菌またはウイルス由来の分子への曝露後に、IL-23の産生を刺激する。IL-23の受容体はIL-12Rβ1とIL-23Rサブユニットから構成され、IL-23の結合に伴ってSTAT4のリン酸化が促進される。IL-12Rβ1サブユニットが存在するため、IL-12と比較して弱いものの、類似した下流の応答が引き起こされる。慢性炎症時には、IL-23/STAT4シグナル伝達経路はTh17細胞の分化と増殖の誘導に関与している。

## STAT4シグナル伝達経路の阻害因子
IL-12やIL-6の発現の上昇が進行している細胞では、SOCSの産生と活性によってネガティブフィードバックループが形成され、サイトカインシグナルとJAK-STAT経路の因子のリン酸化が抑制される。
この経路を抑制する他の因子としては、PIAS（核内でSTATの転写活性を調節する）、プロテインチロシンホスファターゼ（JAK/STAT経路のタンパク質のリン酸化チロシンからリン酸基を除去する）、SLIM（STATに対するユビキチンリガーゼとして機能する）、miRNA（STATをコードするmRNAの分解をもたらす）が挙げられる。

## 標的遺伝子
STAT4はゲノム中の数百部位に結合する。その中には、サイトカイン（IFN-γ、TNF）、受容体（IL18R1、IL12Rβ2、IL18RAP）、シグナル伝達因子（MYD88）をコードする遺伝子のプロモーターが含まれている。

## 疾患
STAT4はいくつかの自己免疫疾患やがんに関与していることが動物モデルやヒトで示されている。潰瘍性大腸炎ではSTAT4の発現が有意に上昇しており、また乾癬患者の皮膚T細胞でも上昇している。さらに、Stat4-/-マウスは野生型マウスと比較して、発症する実験的自己免疫性脳脊髄炎の重症度が低くなる。
STAT4の主に3番目のイントロン領域に位置するSNPは、全身性エリテマトーデス、関節リウマチ、シェーグレン症候群、全身性強皮症、乾癬、1型糖尿病といった免疫系の調節不全や自己免疫を伴う疾患との関連が示されている。遺伝的多型と多くの自己免疫疾患の易罹患性との関連のため、STAT4は自己免疫疾患全般に対する感受性遺伝子座としてみなされている。

## 関連文献
- Svenungsson E, Gustafsson J, Leonard D, Sandling J, Gunnarsson I, Nordmark G, Jönsen A, Bengtsson AA, Sturfelt G, Rantapää-Dahlqvist S, Elvin K, Sundin U, Garnier S, Simard JF, Sigurdsson S, Padyukov L, Syvänen AC, Rönnblom L (May 2010). “A STAT4 risk allele is associated with ischaemic cerebrovascular events and anti-phospholipid antibodies in systemic lupus erythematosus”. Annals of the Rheumatic Diseases 69 (5):  834–40. doi:10.1136/ard.2009.115535. hdl:10616/40867. PMID 19762360.